# Asesinato de Yingying Zhang
El secuestro y asesinato de Yingying Zhang (Nanping, China; 21 de diciembre de 1990 - Champaign, Illinois; 9 de junio de 2017) tuvo lugar en el estado estadounidense de Illinois en junio de 2017 cuando Zhang, una estudiante china visitante en la Universidad de Illinois en Urbana-Champaign, fue secuestrada por Brendt Allen Christensen, un residente de Champaign y estudiante de postgrado de Físicas de la misma universidad. Christensen atrajo a Zhang a su automóvil en una parada de autobús en el campus haciéndose pasar por un oficial de policía con la promesa de que la llevaría después de que ella perdiera el autobús, pero luego la llevó a su apartamento donde la violó y asesinó mientras su esposa estaba fuera de la ciudad durante el fin de semana.
El 30 de junio de 2017, la Oficina Federal de Investigaciones (FBI) arrestó y acusó a Christensen en un tribunal federal. Christensen fue condenado por un cargo de secuestro con resultado de muerte y dos cargos por hacer declaraciones falsas a agentes del FBI, por lo que recibió una sentencia de cadena perpetua sin posibilidad de libertad condicional el 18 de julio de 2019.

## La víctima
Yingying Zhang (chino simplificado: 章 莹 颖; chino tradicional: 章 瑩 穎; pinyin: Zhāng Yíngyǐng) era natural de la ciudad china de Nanping, en la provincia de Fujian, donde nació el 21 de diciembre de 1990. Tenía un hermano menor, Zhengyang. Tocaba en una banda y tenía la ambición de convertirse en profesora en China continental. En 2013, Zhang se graduó por la Universidad Sun Yat-sen como la mejor de su clase. En 2016, se graduó en la Universidad de Pekín. Zhang fue académica visitante en la Academia China de las Ciencias antes de viajar a los Estados Unidos. Llegó al país en abril de 2017 para realizar una investigación sobre la fotosíntesis y la productividad de los cultivos durante un año en el Departamento de Recursos Naturales y Ciencias Ambientales, dentro de la Facultad de Agricultura, Consumo y Ciencias Ambientales (ACES), en la Universidad de Illinois en Urbana-Champaign. Estaba considerando ingresar a un programa de doctorado en la Universidad de Illinois. Zhang planeaba casarse con su novio, Xiaolin Hou, en octubre de 2017.

## Secuestro
En la tarde del 9 de junio de 2017, Zhang viajaba en un autobús del Distrito de Tránsito Masivo de Champaign-Urbana (CUMTD) en Urbana (Illinois) en dirección a un complejo de viviendas fuera del campus donde planeaba firmar un nuevo contrato de arrendamiento. Llegaba tarde y envió un mensaje de texto al agente con el que se iba a encontrar a las 13:39 horas para informarle de que llegaría, aproximadamente, a las 14:10 horas. Después de viajar en un autobús, salió a la 13:52 horas y trató de hacer trasbordo a otro. Sin embargo, debido a que estaba en el lado equivocado de la calle para abordar, el autobús no se detuvo después de que ella intentara detenerlo. El CUMTD declaró que está en contra de la política de la empresa detener a los peatones en el lado equivocado de la calle, ya que hacerlo los alentaría a encontrarse con el tráfico que se aproxima.
Luego, Zhang caminó hasta otra parada de autobús a unas cuadras de distancia en la esquina de North Goodwin Avenue y West Clark Street, directamente frente a la estación de radio y televisión PBS de la universidad, WILL. Las cámaras de video de vigilancia mostraron que un Saturn Astra negro pasó junto a ella a las 14 horas, mientras esperaba en la parada del autobús, y luego dio la vuelta y se detuvo donde estaba esperando a las 14:03 horas. Habló con el conductor durante aproximadamente un minuto y luego entró en el coche.
El agente de arrendamiento le envió un mensaje de texto aproximadamente a las 14:38 horas, pero no recibió respuesta. A medida que pasaban las horas, los amigos de Zhang, conscientes de su misión y esperando que regresara rápidamente, se preocuparon cada vez más. A las 21:24 horas, un profesor asociado llamó a la policía para reportar su desaparición.

## Esfuerzos de búsqueda
El Departamento de Policía de la Universidad de Illinois y el Departamento de Policía de Urbana trabajaron con agentes del FBI para localizar a Zhang, ofreciendo una recompensa de 10 000 dólares por información que condujera a su ubicación. La gran población de estudiantes chinos de la Universidad ayudó a coordinar los esfuerzos de búsqueda en el campus y sus alrededores. El 17 de junio, el padre de Zhang, una tía materna (la cuñada de su padre) y su novio llegaron a Champaign para hablar con las autoridades y ayudar en la búsqueda. El 19 de junio, la Universidad de Illinois, junto con Crime Stoppers del condado de Champaign, anunció una recompensa de 40 000 dólares por información que conduzca al arresto del individuo o individuos responsables del aparente secuestro de Zhang. Esta recompensa es la más grande ofrecida en los 31 años de historia de la organización Champaign Crime Stoppers. El 14 de julio, la recompensa se incrementó a 50 000 dólares. La familia de Zhang dijo que no abandonarían el país hasta que la encontraran. El 19 de agosto, la madre y el hermano menor de Zhang también volaron a Estados Unidos.
Varios ciudadanos informaron haber visto a una mujer asiática que coincidía con la descripción de Zhang en Salem, Illinois, el 16 de junio. La familia de Zhang viajó a Salem para seguir posibles pistas y el FBI investigó los informes, pero luego se determinó que la mujer no era Zhang.
La Universidad anunció que planeaba instalar cámaras de seguridad adicionales de alta definición en todo el campus.

## Investigación
Los investigadores no pudieron discernir el número de placa del vehículo a partir de las imágenes de las cámaras de seguridad. Sin embargo, determinaron que había 18 Saturn Astras de cuatro puertas registrados a nombre de los propietarios en el área del condado de Champaign. Uno de estos vehículos estaba registrado a nombre de Brendt Allen Christensen, residente de Champaign. Christensen, nacido el 30 de junio de 1989, era un ex estudiante de doctorado en la Universidad de Illinois. Se graduó de la Universidad de Wisconsin-Madison en 2013 con una licenciatura en matemáticas y física y se graduó con una maestría en física de la Universidad de Illinois en Urbana-Champaign en mayo de 2017. Christensen se casó en marzo de 2011 y comenzó la escuela de posgrado en 2013. En el momento del asesinato de Zhang, Christensen estaba en un matrimonio abierto y también estaba saliendo con una novia. Su esposa estaba fuera de la ciudad el fin de semana del asesinato.
Los investigadores entrevistaron a Christensen el 12 de junio de 2017 e inspeccionaron su automóvil. Al ser interrogado, Christensen habría afirmado que no recordaba lo que estaba haciendo en el momento de la desaparición de Zhang. Más tarde dijo a los investigadores que podría haber estado durmiendo o en casa jugando a videojuegos.
El 14 de junio, los investigadores revisaron las imágenes de video de vigilancia y observaron que el techo corredizo del automóvil era similar al de Christensen. También notaron que el automóvil en el video tenía un tapacubos agrietado y, al volver a inspeccionar el de Christensen, este también contaba con un tapacubos agrietado. Llegaron a la conclusión de que el coche de las imágenes pertenecía a Christensen.
El 15 de junio, la policía local y los investigadores del FBI le interrogaron y ejecutaron una orden de registro para su automóvil. El Saturn Astra negro fue remolcado inicialmente a una bahía segura en el Departamento de Policía de Champaign, y el 18 de junio fue transportado a la oficina principal de la División de Springfield del FBI en Springfield (Illinois). Los investigadores señalaron que la puerta del pasajero de su automóvil "parecía haber sido limpiada con más diligencia que las puertas de otros vehículos", lo que dijeron "puede ser indicativo de un intento o esfuerzo por ocultar o destruir pruebas".
Durante el interrogatorio del 15 de junio, Christensen admitió que había llevado a una mujer asiática, pero dijo que la dejó después de solo unas pocas cuadras cuando un giro equivocado la hizo entrar en pánico. Paralelamente a este interrogatorio, los agentes del apartamento de Christensen buscaron y obtuvieron un permiso por escrito de otro ocupante de la residencia para registrar y confiscar artículos en la residencia. Los agentes tomaron posesión de ordenadores y un teléfono móvil perteneciente a Christensen, y posteriormente buscaron y obtuvieron una orden de registro federal para un examen forense del teléfono. Los organismos encargados de hacer cumplir la ley colocaron a Christensen bajo vigilancia continua, a partir del 16 de junio. Los investigadores se acercaron a la novia de Christensen, quien aceptó usar un cable, pensando que exoneraría a Christensen si no cometía el crimen. El 29 de junio, Christensen asistió a una caminata conmemorativa de Zhang con su novia. Una declaración jurada presentada por un agente del FBI decía que en la grabación de audio, Christensen le dijo a su novia que había llevado a Zhang a su apartamento y la había retenido allí contra su voluntad. Christensen se jactó ante su novia de que él era un asesino en serie y que Zhang era su decimotercera víctima, pero los investigadores no pudieron encontrar ninguna otra víctima y dudaron de esta afirmación.

## Proceso legal
El 30 de junio, el FBI arrestó a Christensen y lo acusó de secuestro. Según la ley estadounidense, si un secuestro resultaba en la muerte de alguna persona, se prescribía la cadena perpetua o la pena de muerte. El informe del FBI señaló que en abril, antes del presunto secuestro, Christensen usó su teléfono celular para acceder al sitio web de fetiches sexuales Fetlife, visitando subforos como "Abduction 101". Christensen no tenía antecedentes penales ni antecedentes de problemas disciplinarios en la universidad.
En una audiencia judicial el 5 de julio, el magistrado estadounidense Eric I. Long negó la libertad bajo fianza a Christensen después de escuchar las presentaciones del fiscal y los abogados de Christensen, Evan y Tom Bruno. Long dijo que el cuerpo de Zhang aún desaparecido pesaba contra Christensen, y que Christensen fue la última persona en ver a Zhang. El fiscal federal adjunto Bryan Freres dijo que no había una "combinación de condiciones" en las que Christensen no fuera un peligro para la comunidad. Freres reveló más detalles de la investigación no presentados en la denuncia penal, diciendo ante la Corte que el acusado había asistido a una vigilia celebrada por Zhang el 29 de junio, donde había descrito "las características de su víctima ideal", y había señalado a las personas de la multitud que las coincidían. Además, se grabó a Christensen diciendo que Zhang se había resistido y peleado con él, y también se le grabó amenazando a alguien que luego proporcionó pruebas incriminatorias a las autoridades. El abogado de Christensen, Evan Bruno, argumentó que debería ser puesto en libertad bajo fianza debido a su falta de antecedentes penales y sus vínculos con la comunidad local.
El 12 de julio de 2017, un gran jurado federal acusó formalmente a Brendt Christensen de secuestrar a Yingying Zhang. La acusación formal alega que Christensen "tomó, confinó, engatusó, engañó, secuestró y se llevó" a Zhang "deliberada e ilegalmente y de otra manera la retuvo para su propio beneficio y propósito, y usó y provocó que se usara un medio, una instalación e instrumento del comercio interestatal, a saber, un teléfono celular Motorola y un vehículo motorizado Saturn Astra, para cometer y promover la comisión del delito". Christensen se declaró "no culpable" en su lectura de cargos el 20 de julio de 2017.
El juicio de Christensen comenzó en junio de 2019 con su abogado, George Taseff, admitiendo en las declaraciones de apertura que Christensen mató a Zhang y que estaba siendo "juzgado por su vida" porque podía enfrentar la pena de muerte. Se proporcionó evidencia de que antes de que Christensen secuestrara a Zhang, se había hecho pasar por un oficial de policía encubierto e intentó secuestrar a la estudiante graduada Emily Hogan. Le pidió a Hogan que se subiera a su coche, ella se negó y él se marchó. Hogan denunció esto a la policía y publicó sobre el incidente en las redes sociales. Después de recoger a Zhang más tarde esa mañana y llevarla de regreso a su apartamento, Christensen la violó, y la apuñaló en su habitación antes de arrastrarla al baño, donde la golpeó con un bate de béisbol y la decapitó.
El 24 de junio de 2019, el jurado de 12 miembros deliberó durante menos de dos horas antes de emitir su veredicto. Christensen fue declarado culpable de un cargo de secuestro con resultado de muerte y dos cargos de hacer declaraciones falsas a agentes de la Oficina Federal de Investigaciones. Durante las deliberaciones sobre la sentencia, el jurado no pudo acordar unánimemente condenar a Christensen a muerte. Como resultado, fue condenado a cadena perpetua sin posibilidad de libertad condicional el 18 de julio de 2019.
Después del juicio, los fiscales revelaron información sobre los restos de Zhang que Christensen divulgó a través de sus abogados en noviembre de 2018 en virtud de un acuerdo de inmunidad. El día después de que mató a Zhang, Christensen afirmó que puso el cuerpo desmembrado de Zhang en tres bolsas de basura separadas que luego tiró en el contenedor de basura fuera de su apartamento. Durante los dos días siguientes, Christensen afirmó que se deshizo de las pertenencias personales de Zhang en varios contenedores de basura en el área de Champaign-Urbana. El contenedor de basura en el que Christensen colocó los restos de Zhang se vació tres días después y el contenido se llevó a un vertedero privado en el condado de Vermilion, compactado al menos dos veces, extendido sobre un área de cincuenta metros de ancho, y posteriormente enterrado bajo diez metros de basura. La recuperación de los restos de Zhang sería difícil y la búsqueda de sus restos no ha comenzado. En octubre de 2019, Christensen fue transferido a la FTC Oklahoma City para su evaluación y procesamiento. A principios de diciembre de 2019, Christensen se presentó ante USP McCreary en Pine Knot (Kentucky) para comenzar a cumplir su cadena perpetua. Christensen fue transferido al USP Coleman II en Florida a principios de 2020.